# Siparuna brasiliensis
Siparuna brasiliensis är en tvåhjärtbladig växtart som först beskrevs av Spreng., och fick sitt nu gällande namn av A. Dc.. Siparuna brasiliensis ingår i släktet Siparuna och familjen Siparunaceae. Inga underarter finns listade i Catalogue of Life.